# Camponotus heros
Camponotus heros é uma espécie de inseto do gênero Camponotus, pertencente à família Formicidae.